# Maria Immaculata (München)

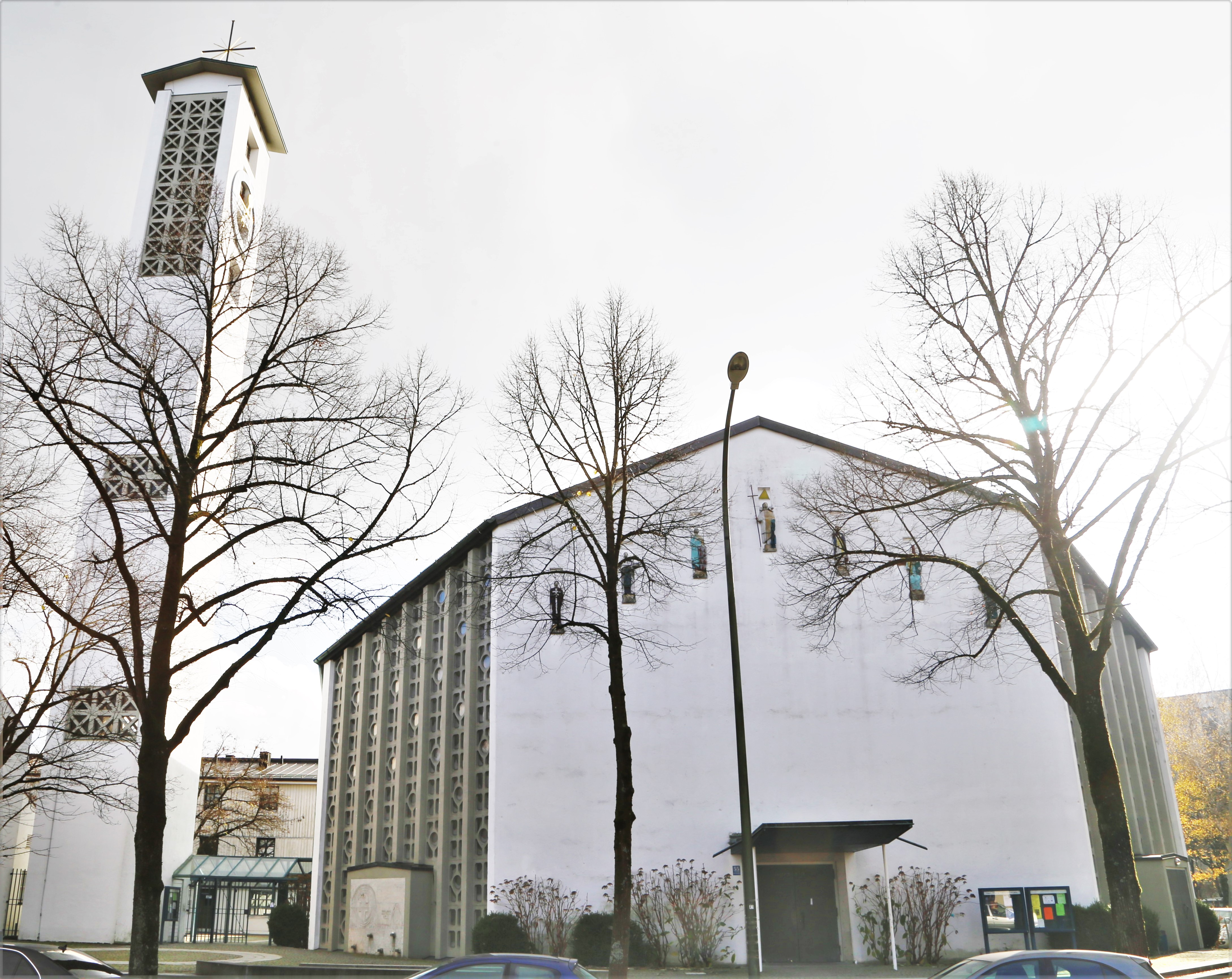

Blick zum Altar

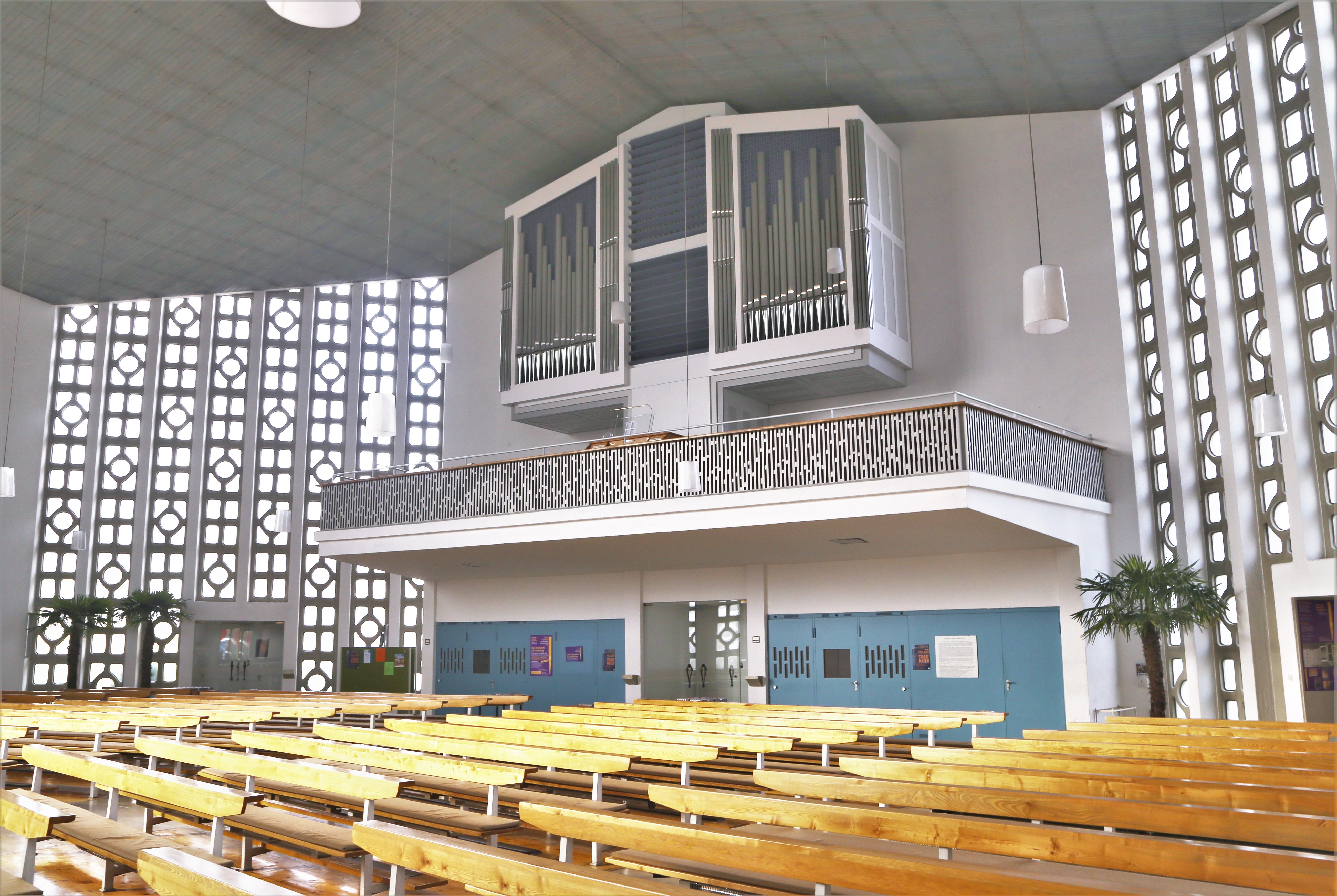
Blick zur Orgelempore

Die Kirche Maria Immaculata ist eine römisch-katholische Pfarrkirche des Erzbistums München-Freising in München. Sie befindet sich im Süden des Stadtteils Harlaching an der Seybothstraße 53 und trägt das Patrozinium der Unbefleckte Empfängnis Mariens.

## Geschichte
Dem heutigen Kirchengebäude ging eine Notkirche an der gleichen Stelle voraus, die unmittelbar nach dem Zweiten Weltkrieg eingeweiht worden war. Am 26. Oktober 1958 wurde der Grundstein zum Bau der heutigen Kirche gelegt, die am 18. Oktober 1959 eingeweiht wurde. Die Kirchgemeinde bildet heute einen Pfarrverband mit der Pfarrei Heilige Familie.

## Baubeschreibung
Der Kirchenraum besitzt die Form eines unregelmäßigen Achtecks, wobei sich an der Stirnwand die Altarinsel befindet, die mit einem Baldachin überdacht ist. Vier Seiten des Kirchenraumes sind mit farblosen Fensterbändern durchbrochen, die mit einem einfachen regelmäßigen Muster aus Beton durchzogen sind. In einer Ecke schließt sich durch eine Glaswand abgetrennt die Werktagskapelle an. Seitlich neben der Kirche befindet sich der schlanke Kirchturm, welcher von einem Kreuz bekrönt wird.

## Orgel

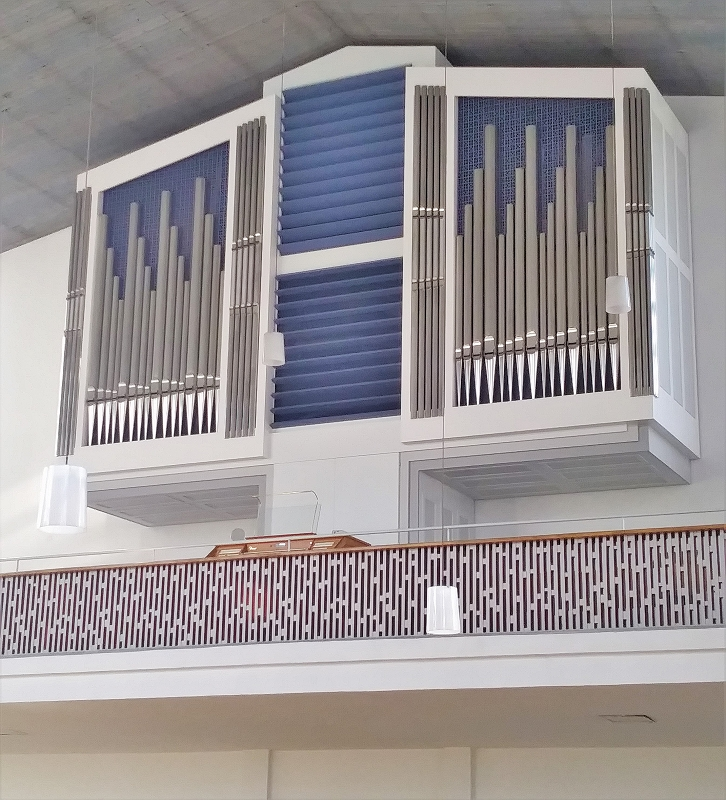
Rieger-Orgel

Die heutige Orgel wurde im Jahr 2016 von der Orgelbaufirma Rieger aus Schwarzach (Vorarlberg) errichtet. Sie ersetzt ein Vorgängerinstrument der Firma Guido Nenninger aus dem Jahr 1959. Die Rieger-Orgel besitzt Schleifladen mit mechanischer Spiel- und elektrischer Registertraktur. Ihre Disposition mit 37 Registern ist an der deutschen Romantik orientiert.
| I Hauptwerk C–a3 |                |       |
| 1.               | Bourdon        | 16′   |
| 2.               | Principal      | 8′    |
| 3.               | Flaut travers  | 8′    |
| 4.               | Viola da Gamba | 8′    |
| 5.               | Rohrgedeckt    | 8′    |
| 6.               | Octave         | 4′    |
| 7.               | Spitzflöte     | 4′    |
| 8.               | Superoctave    | 2′    |
| 9.               | Mixtur IV      | 1 ⁄3′ |
| 10.              | Cornet V       | 8′    |
| 11.              | Trompete       | 8′    |
|                  | Tremulant      |       |

| II Continuowerk C–a3 |                 |       |
| 12.                  | Holzflöte       | 8′    |
| 13.                  | Gedackt         | 8′    |
| 14.                  | Salicional      | 8′    |
| 15.                  | Blockflöte      | 4′    |
| 16.                  | Sesquialtera II | 2 ⁄3′ |
| 17.                  | Klarinette      | 8′    |
|                      | Tremulant       |       |

| III Schwellwerk C–a3 |                  |        |
| 18.                  | Geigenprincipal  | 8′     |
| 19.                  | Bourdon          | 8′     |
| 20.                  | Gambe            | 8′     |
| 21.                  | Unda maris       | 8′     |
| 22.                  | Fugara           | 4′     |
| 23.                  | Flauto amabile   | 4′     |
| 24.                  | Nasard           | 2 ⁄3′  |
| 25.                  | Flageolet        | 2′     |
| 26.                  | Terz             | 1 3⁄5′ |
| 27.                  | Plein jeu III–IV | 2′     |
| 28.                  | Fagott           | 16′    |
| 29.                  | Trompete         | 8′     |
| 30.                  | Oboe             | 8′     |
|                      | Tremulant        |        |

| Pedal C–g1 |             |     |
| 31.        | Violonbass  | 16′ |
| 32.        | Subbass     | 16′ |
| 33.        | Octavbass   | 8′  |
| 34.        | Gedecktbass | 8′  |
| 35.        | Choralbass  | 4′  |
| 36.        | Posaune     | 16′ |
| 37.        | Trompete    | 8′  |

- Koppeln:
  - Normalkoppeln: II/I, III/I, III/II, I/P, II/P, III/P
  - Suboktavkoppel: III/I
  - Superoktavkoppel: III/P
- Spielhilfen: Setzeranlage mit 10.000 Kombinationen, MIDI-Klaviatur zur Ansteuerung des Schwellwerkes aus anderen Orten im Kirchenraum.

## Glocken
Die vier Glocken der Kirche wurden 1959 von der Firma Czudnochowsky in Erding gegossen und haben die Schlagtonfolge c1–e1–g1-a1.